# Encorafenib
Encorafenib (ehemals LGX818) ist ein Arzneistoff aus der Gruppe der Proteinkinaseinhibitoren, resp. der MAP-Kinase-Inhibitoren, der die Funktion des Proteins BRAF hemmt. Encorafenib – in Kombination mit Binimetinib – wird angewendet zur Behandlung von Erwachsenen mit nicht-resezierbarem (d. h. nicht operablem) oder metastasiertem Melanom mit einer BRAF-V600-Mutation.
Encorafenib weist in biochemischen Untersuchungen eine hohe Verweildauer (Dissoziationshalbwertszeit) von mehr als 30 Stunden am mutierten BRAFV600E-Protein auf – im Gegensatz zu 2 Stunden bei Dabrafenib und 0,5 Stunden bei Vemurafenib.
Im Juni 2018 hat die US-amerikanische Zulassungsbehörde (FDA) Encorafenib in Kombination mit Binimetinib zugelassen.  Der Ausschuss für Humanarzneimittel (CHMP) empfahl im Juli 2018 die Zulassung für die Mitgliedsländer der EU. Die Europäische Kommission folgte dieser positiven Empfehlung und erteilte die EU-Zulassung im September 2018.

## Klinische Angaben

### Anwendungsgebiete
Encorafenib in Kombination mit Binimetinib ist angezeigt zur Behandlung von erwachsenen Patienten mit nicht-resezierbarem oder metastasiertem Melanom mit einer BRAF-V600-Mutation.

### Art und Dauer der Anwendung
Braftovi ist zum Einnehmen, die empfohlene Dosis beträgt täglich 450 mg Encorafenib in Kombination mit Binimetinib. Mahlzeiten beeinträchtigen die Wirkung nicht. Die Behandlung sollte weitergeführt werden, bis der Patient keinen Nutzen mehr davon hat, oder eine inakzeptable Toxizität auftritt.

### Besondere Patientengruppen
Vor der Einnahme von Encorafenib in Kombination mit Binimetinib muss bei den Patienten eine BRAF-V600-Mutation mittels eines validen Tests nachgewiesen worden sein. Die Wirksamkeit und Sicherheit von Encorafenib wurde nur für Patienten mit Tumoren, die eine BRAF-V600E- und V600K-Mutation exprimieren, belegt. Encorafenib darf nicht bei Patienten mit einem malignen Melanom vom BRAF-Wildtyp angewendet werden.

#### BRAF-Mutationstest
Der BRAF-Mutationstest (BRAF-Assay) kann Tumore mit der BRAF-Mutation identifizieren und soll ihr mögliches Ansprechen auf BRAF-Inhibitoren wie z. B. Encorafenib einzuschätzen helfen. Die Testung kann mittels DNA-basierten Methoden oder mittels Immunhistochemie für die häufigste Mutation (BRAF-V600E) erfolgen.

#### Die Rolle des BRAF-Gens
Das BRAF-Gen gehört zu einer Klasse von Genen, die als Onkogene bezeichnet werden. Es liefert die Anleitung zur Herstellung eines Proteins, das dabei unterstützt, chemische Signale von außerhalb der Zelle in den Zellkern zu übertragen. Dieses Protein ist Teil eines Signalwegs, der als RAS/MAPK-Signalweg bekannt ist und mehrere wichtige Zellfunktionen steuert. Konkret regelt der RAS/MAPK-Weg das Wachstum und die Teilung (Proliferation) von Zellen, den Prozess der Zellreifung zur Ausübung bestimmter Funktionen (Differenzierung), die Zellbewegung (Migration) und die Selbstzerstörung von Zellen (Apoptose). Chemische Signale über diesen Weg sind für die normale Entwicklung vor der Geburt und die nachgeburtliche Zellteilung und Differenzierung unerlässlich.  Nach Mutation haben Onkogene das Potenzial, normale Zellen in krebsartige umzuwandeln. Während der Krebsbehandlung können gezielte Therapien das Auftreten der Mutation verhindern und so das Wachstum des Tumors verlangsamen.

### Unerwünschte Wirkungen
Die folgenden Ereignisse wurden unter der Kombinationstherapie mit Encorafenib und Binimetinib in der Standarddosierung sehr häufig (>= 1/10) beobachtet: Anämie, periphere Neuropathie, Schwindelgefühl, Kopfschmerzen, Sehstörungen, Ablösung retinales Pigmentepithel, Blutungen, Hypertonie, Abdominalschmerz, Diarrhoe, Erbrechen, Übelkeit, Obstipation, Hyperkeratose, Hautausschlag, trockene Haut, Pruritus, Alopezie, Arthralgie, Muskelerkrankungen / Myalgie, Rückenschmerzen, Schmerzen in den Extremitäten, Pyrexie, peripheres Ödem, Fatigue, Anstieg Kreatinkinase im Blut, Anstieg Transaminasen, Anstieg Gamma-Glutamyl-Transferase.

## Pharmakologische Eigenschaften

### Wirkungsmechanismus
Encorafenib ist ein hoch-selektiver, ATP-kompetitiver, niedermolekularer Inhibitor der RAF-Kinase. Die halb-maximale inhibitorische Konzentration (IC50) von Encorafenib gegen BRAFV600E-, BRAF- und CRAF-Enzyme wurde mit 0,35 nM, 0,47 nM bzw. 0,30 nM bestimmt. Die Dissoziations-Halbwertszeit von Encorafenib betrug > 30 Stunden und führte zu einer verlängerten pERK-Hemmung. Encorafenib unterdrückt den RAF/MEK/ERK-Signalweg in Tumorzellen, die verschiedene Mutationsformen der BRAF-Kinase (V600E, D und K) exprimieren. Encorafenib hemmt in vitro und in vivo spezifisch das Wachstum von Melanomzellen mit BRAFV600E, D- und K Mutation. Encorafenib unterdrückt nicht den RAF/MEK/ERK-Signalweg in Zellen, die den BRAF-Wildtyp exprimieren.
Encorafenib und der MEK-Inhibitor Binimetinib hemmen beide den MAP-Kinase-Signalweg, was zu einer höheren Antitumor-Aktivität führt. Darüber hinaus verhindert die Kombination Encorafenib plus Binimetinib in vivo bei humanen Melanom-Xenografts mit BRAFV600E-Mutation die Entwicklung einer Resistenz. Binimetinib erhöht zusammen mit Encorafenib gegenüber der BRAF-Inhibitor-Monotherapie die Wirksamkeit bei adäquater Verträglichkeit. In der Zulassungsstudie COLUMBUS erwies sich Braftovi in Kombination mit Mektovi als adäquat verträglich und zeigte gegenüber der BRAF-Inhibitor-Monotherapie in einigen Aspekten ein günstigeres Nebenwirkungsprofil mit einer vergleichbaren Rate an höhergradigen unerwünschten Ereignissen – trotz der höheren Dosierung und längeren Therapiedauer im Vergleich zur Monotherapie.

### Aufnahme und Verteilung im Körper
Encorafenib weist in biochemischen Untersuchungen eine hohe Verweildauer (Dissoziationshalbwertszeit) von mehr als 30 Stunden am mutierten BRAFV600E-Protein auf – im Gegensatz zu 2 Stunden bei Dabrafenib und 0,5 Stunden bei Vemurafenib, beide ebenfalls MAP-Kinase-Inhibitoren.
Die Resorption von Encorafenib erfolgt rasch mit einer medianen Tmax von 1,5–2 Stunden. Die Einnahme von Encorafenib ist mit und ohne Nahrung möglich. Die Ausscheidung erfolgt zu gleichen Teilen über die Fäzes und den Urin; die terminale Halbwertszeit beträgt 6,32 Stunden.

## Studien
COLUMBUS (Zulassungsstudie):
Die Sicherheit und Wirksamkeit von Encorafenib in Kombination mit Binimetinib wurde in einer 2-teiligen, randomisierten, wirkstoff-kontrollierten, offenen, multi-zentrischen Phase-III-Studie (CMEK162B2301) in Patienten mit nicht-resezierbarem oder metastasiertem Melanom mit BRAF-V600E- oder -K-Mutation untersucht, die mittels BRAF-Assay festgestellt wurden. Die Patienten hatten ein histologisch bestätigtes kutanes Melanom oder ein histologisch bestätigtes Melanom mit unbekanntem Primärtumor; Patienten mit Aderhaut- oder Schleimhautmelanom waren von der Studienteilnahme ausgeschlossen worden. Eine vorherige adjuvante Therapie sowie eine vorherige Immuntherapie-Linie zur Behandlung der nicht-resezierbaren, lokal fortgeschrittenen oder metastasierten Erkrankung waren zulässig. Eine vorherige Behandlung mit BRAF-/MEK-Inhibitoren war nicht zulässig.
Für die Zulassung war insbesondere der Teil 1 der COLUMBUS-Studie relevant. In diesem Studienteil wurden 577 Patienten im Verhältnis 1:1:1 in die folgenden 3 Behandlungsarme randomisiert: Encorafenib 450 mg einmal täglich plus Binimetinib 45 mg zweimal täglich; Encorafenib 300 mg einmal täglich; Vemurafenib 960 mg zweimal täglich. Die Phase-III-Studie zeigte – laut unabhängigem zentralem Review, dass die Kombination von Encorafenib 450 mg einmal täglich und Binimetinib 45 mg zweimal täglich das progressionsfreie Überleben (PFS) im Vergleich zur Vemurafenib-Monotherapie 960 mg zweimal täglich signifikant verbessert (Median 14,9 versus 7,3 Monate; Hazard Ratio [HR]=0,54; 95 % Konfidenzintervall [KI]: 0,41–0,71; p < 0,0001). Das PFS war der primäre Endpunkt der Studie.
Im September 2018 in The Lancet Oncology publizierte Daten des zweiten Teils zeigen, dass die Behandlung mit Encorafenib + Binimetinib – als sekundärer Endpunkt der Studie – ein medianes Gesamtüberleben (OS) von 33,6 Monaten erzielte, im Vergleich zu 16,9 Monaten für Patienten, die mit Vemurafenib als Monotherapie behandelt wurden (HR=0,61; 95 % KI: 0,47–0,79; nominelles p < 0,0001).

## Handelsnamen
Der Handelsname des Monopräparat von Encorafenib ist Braftovi vom Hersteller Pierre Fabre.